# Bopyrinella nipponica
Bopyrinella nipponica är en kräftdjursart som beskrevs av Sueo M. Shiino 1936. Bopyrinella nipponica ingår i släktet Bopyrinella och familjen Bopyridae. Inga underarter finns listade i Catalogue of Life.